# 모란 아티아스
모란 아티아스(1981년 4월 9일 ~ , Moran Atias, מורן אטיאס)는 이스라엘의 배우, 모델이다.

## 출연 작품
- 타이란트 (2014)
- 써드 퍼슨 (2013)
- 쓰리 데이즈 (2010)
- 오기 스포시 (2009)
- 로스트 랜드: 공룡 왕국 (2009)
- 조한 (2008)
- 눈물의 마녀 (2007)